# Liturgusidae
Dactylopteryx é uma tribo de louva-deus da ordem mantodea pertencente à família Hymenopodidae. Foram encontradas 65 espécies divididas em 17 géneros. As espécies desta família possuem uma forte camuflagem que contrasta com tronco das árvores. Os liturgusidae são encontram-se na Austrália, Indonésia, América central, América do sul e sudeste dos Estados Unidos.

## Taxonomia
A família de liturgusidae foi descrita pelo entomologista italiano Ermanno Giglio-Tos 1919.

### Lista de géneros
Subfamília : Liturgusinae Giglio-Tos, 1915
- Ciulfina Giglio-Tos, 1915
- Dactylopteryx Karsch, 1892
- Gonatista Saussure, 1869
- Gonatistella Giglio-Tos, 1915
- Hagiomantis Audinet-Serville, 1839
- Humbertiella Saussure, 1869
- Liturgusa Stål, 1877
- Liturgusella Giglio-Tos, 1915
- Majanga Wood-Mason, 1891
- Majangella Giglio-Tos, 1915
- Mellierella Giglio-Tos, 1915
- Pseudogousa Tinkham, 1937
- Scolodera Milledge, 1989
- Stenomantis Saussure, 1871
- Theopompa Stål, 1877
- Theopompella Giglio-Tos, 1915
- Zouza Rehn, 1911